# الطاقة في البحرين

الموقع

الطاقة في البحرين تصف بأنها إنتاج واستهلاك واستيراد الكهرباء والطاقة في البحرين. البحرين مصدرة للطاقة.
كان استخدام الطاقة الأولية في البحرين في 2009 ما بين 110 تيرا وات في الساعة و139 تيرا وات في الساعة لكل مليون نسمة وفي عام 2008 ما بين 107 تيرا وات في الساعة و139 تيرا وات في الساعة لكل مليون نسمة.

## نظرة عامة
| الطاقة في البحرين                | الطاقة في البحرين | الطاقة في البحرين  | الطاقة في البحرين  | الطاقة في البحرين  | الطاقة في البحرين  | الطاقة في البحرين           |
|                                  | الفرد             | الطاقة الأساسية    | الإنتاج            | التصدير            | الكهرباء           | انبعاثات ثاني أكسيد الكربون |
|                                  | مليون             | تيرا وات في الساعة | تيرا وات في الساعة | تيرا وات في الساعة | تيرا وات في الساعة | متر                         |
| -------------------------------- | ----------------- | ------------------ | ------------------ | ------------------ | ------------------ | --------------------------- |
| 2004                             | 0.72              | 87                 | 184                | 101                | 7.77               | 16.95                       |
| 2007                             | 0.75              | 102                | 198                | 94                 | 10.75              | 21.26                       |
| 2008                             | 0.77              | 107                | 203                | 79                 | 10.19              | 22.30                       |
| 2009                             | 0.79              | 110                | 204                | 65                 | 10.78              | 22.82                       |
| 2010                             | 1.26              | 114                | 206                | 79                 | 12.38              | 23.62                       |
| التغيير 2004-10                  | 75.0 %            | 30.6 %             | 11.9 %             | -21.8 %            | 59.3 %             | 39.4 %                      |
| تشمل الطاقة الأولية خسائر الطاقة |                   |                    |                    |                    |                    |                             |

## النفط
كانت البحرين أول دولة في الخليج العربي يكتشف فيها النفط. أول بئر نفطي في البحرين يقع تحت جبل دخان منذ 1932. يتم تشغيله من قبل شركة نفط البحرين.

## التجارة
شركة نفط البحرين (بابكو) المملوكة بالكامل من قبل حكومة البحرين هي شركة نفط متكاملة.
شركة بناغاز هي شركة كبيرة للغاز الطبيعي.